# Ayerhoy
Ayerhoy es el primer álbum de estudio en solitario del músico argentino Willy Iturri, publicado en 2006 por Warner Music. Incluye algunas recopilaciones de canciones de GIT, el antiguo grupo de Iturri, de las cuales se destacan Es por amor, Aire de todos y No te portes mal. 4 años después, en 2010, Iturri volvería a GIT para participar con ellos en el Cosquín Rock 2010.
Ver canciones en 

## Músicos
Willy Iturri: voz, coros y batería.
Andrés Calderón: bajo.
 Pancho G: guitarras.